# Новосёлов, Константин Сергеевич
Сэр Константи́н Серге́евич Новосёлов (англ. Konstantin Sergeevich Novoselov; род. 23 августа 1974, Нижний Тагил, СССР) — российский и британский физик.
Лауреат Нобелевской премии по физике 2010 года (совместно с Андреем Геймом), член Лондонского королевского общества (2011), иностранный член Национальной академии наук США (2019).
По состоянию на июль 2023 года имеет более 220000 цитирований своих работ. Индекс Хирша — 140. Входит в лидеры рейтинга влиятельнейших учёных 2014 года по версии Thomson Reuters.
31 декабря 2011 года было объявлено о присвоении указом королевы Елизаветы II ему звания рыцаря-бакалавра за заслуги перед наукой.

## Биография
Константин Новосёлов родился 23 августа 1974 года в Нижнем Тагиле. Его отец Сергей Викторович — инженер, работал на Уралвагонзаводе. Его дед, Виктор Константинович Новосёлов, был основателем и первым директором школы № 39 (с 2005 года — лицей № 39). Мать Татьяна Глебовна работала учителем английского языка в той же школе. Есть сестра Елена.
Учился в школе № 39. Первый успех в учёбе пришёл уже в шестом классе — в 1986 году он занял первое место в областной олимпиаде по физике, а на Всесоюзной олимпиаде школьников СССР вошёл в десятку сильнейших. В 1988—1991 годах дополнительно обучался в Заочной физико-технической школе. В 1990 и 1991 годах участвовал во всесоюзных олимпиадах по физике и математике. В 1991 году после окончания школы поступил в Московский физико-технический институт.
В 1997 году окончил с отличием факультет физической и квантовой электроники МФТИ по специализации «наноэлектроника». После окончания института два года работал в Черноголовке в Институте проблем технологии микроэлектроники РАН (ИПТМ РАН), был аспирантом ИПТМ РАН (руководитель — Юрий Дубровский).
В 1999 году переехал в Нидерланды, где стал работать с Андреем Геймом в Университете Неймегена. Вместе с ним в 2001 году перебрался в Манчестерский университет. 3 ноября 2004 года Новосёлов защитил диссертацию на степень доктора философии (PhD) под руководством профессора Ян-Кееса Маана.
В 2011 году был избран членом Королевского Общества. На данный момент является Langworthy professor of physics Манчестерского университета и профессором Королевского Общества.
Проживает в Манчестере, имеет российское и британское гражданство.

## Научные достижения
Основные научные достижения Константина Новосёлова принадлежат области мезоскопической физики и нанотехнологий.
В 2004 году совместно со своим руководителем Андреем Геймом открыл новую аллотропную модификацию углерода — графен, который представляет собой одинарный слой атомов углерода.
Константин Новосёлов возглавил команду ученых[когда?], которая разрабатывала концепцию Национального института графена в Манчестере и впоследствии курировала его дизайн, возведение и открытие. Новосёлов предложил несколько уникальных архитектурных и технических решений. В частности, покрытие Национального института графена изображает формулы из ранних работ Новосёлова и Гейма.

## Награды и звания
В 2007—2008 годах получил ряд наград для учёных, в частности, в 2007 европейскую премию Николаса Курти за работы в сфере исследования низких температур и магнитных полей.
В 2008 году получил Приз Молодого Ученого от Международного союза теоретической и прикладной физики «за вклад в открытие графена и за пионерские работы, посвященные изучению его исключительных свойств».
В 2008 году получил Приз Молодого Ученого TR-35 для учёных моложе 35 лет от MIT Technology Review «за двумерные транзисторы».
В 2008 году награждён званием Учёный Года Университета Манчестера.
В 2008 году Новосёлов и Гейм получили премию Еврофизика за «открытие графена и выяснение его замечательных электронных свойств»,.
В 2010 году вместе со своим учителем Андреем Геймом был удостоен Нобелевской премии по физике за «передовые опыты с двумерным материалом — графеном». Лауреатам удалось «продемонстрировать, что монослойный углерод обладает исключительными свойствами, которые проистекают из удивительного мира квантовой физики», отметили в Нобелевском комитете. Новосёлов стал самым молодым нобелевским лауреатом по физике за последние 37 лет (с 1973 года) и единственным на 2010 год лауреатом во всех областях, родившимся позднее 1961 года.
За выдающийся вклад в нидерландскую науку 24 ноября 2010 года произведён в командоры ордена Нидерландского льва.
В 2010 году избран почётным членом Королевского химического общества Великобритании.
В 2010 году удостоен звания почётного профессора МФТИ.
В 2011 году избран почётным членом британского Института Физики (IOP).
В 2011 награждён лекцией и призом У. Л. Брэгга Международного союзa кристаллографов «за исследования двумерных атомных кристаллов».
19 мая 2011 года избран членом Лондонского королевского общества.
Участвует в инициативе Европейской Комиссии «Graphene Flagship» — проекте стоимостью в 1 млрд евро. Константин Новосёлов был представлен в официальном рекламном ролике проекта.
В 2011 году награждён титулом Рыцарь-бакалавр.
В 2012 награждён лекцией и призом сэра Ральфа Кона «за развитие нового класса материалов: двумерных атомных кристаллов».
В 2012 году выбран в «Britain’s 50 New Radicals» избираемых NESTA и The Observer.
В 2013 году награждён титулом «the Honorary Freedom of the City of Manchester».
В 2013 году получил медаль Леверхулма «за революционную работу с графеном, другими двумерыми кристаллами и их гетероструктурами, являющую большой потенциал для всевозможных применений, от электроники до энергии».
В 2013 году награждён званием Langworthy professor of physics, University of Manchester.
В 2013 году избран иностранным членом Болгарской академии наук.
В 2014 году включён в список самых цитируемых учёных и назван среди 17 самых актуальных («hottest») учёных мира — «individuals who have published the greatest number of hot papers during 2012—2013».
В 2014 году награждён медалью Онсагера (Onsager Medal).
В 2015 году избран членом Европейской академии.
В 2016 году награждён медалью американского общества углерода (Carbon Medal).
В 2016 году награждён медалью Дальтона (Dalton Medal).
В 2019 году избран членом Национальной Академии Наук США.
В 2019 году избран членом азиатско-тихоокеанской академии материалов (Asia Pacific Academy of Materials).
В 2019 году награждён премией Отто Варбурга Химического Фонда Отто Варбурга.
В 2022 году награждён именным званием «профессор Джона фон Неймана».
В 2023 году избран членом Китайской академии наук.
Опубликовал более 360 научных работ, включая 26 статей в журналах Nature и Science.

## Национальный институт графена в Манчестере
Константин Новосёлов активно участвовал в дизайне и строительстве национального института графена в Манчестере, будучи ответственным за большинство оригинальных решений, касающихся научных лабораторий, чистых зон и сервисных помещений. Фасад института облицован панелями, которые отображают формулы, взятые из ранних работ Новосёлова и Гейма по графену. Также Константин Новосёлов подтверждает наличие скрытых шуток среди формул, но при этом их конкретное местонахождение не раскрывает.
Константин Новосёлов является соавтором книги об архитектуре национального института графена в Манчестере.

## Другие проекты
В 2018 году Константин Новосёлов, совместно с профессором Тимом О’Брайаном, принял участие в исследовании и транскрипции радиосообщений миссии Советского Зонда-6, записанных радиотелескопом в обсерватории Джодрелл-Бэнка.

## В искусстве

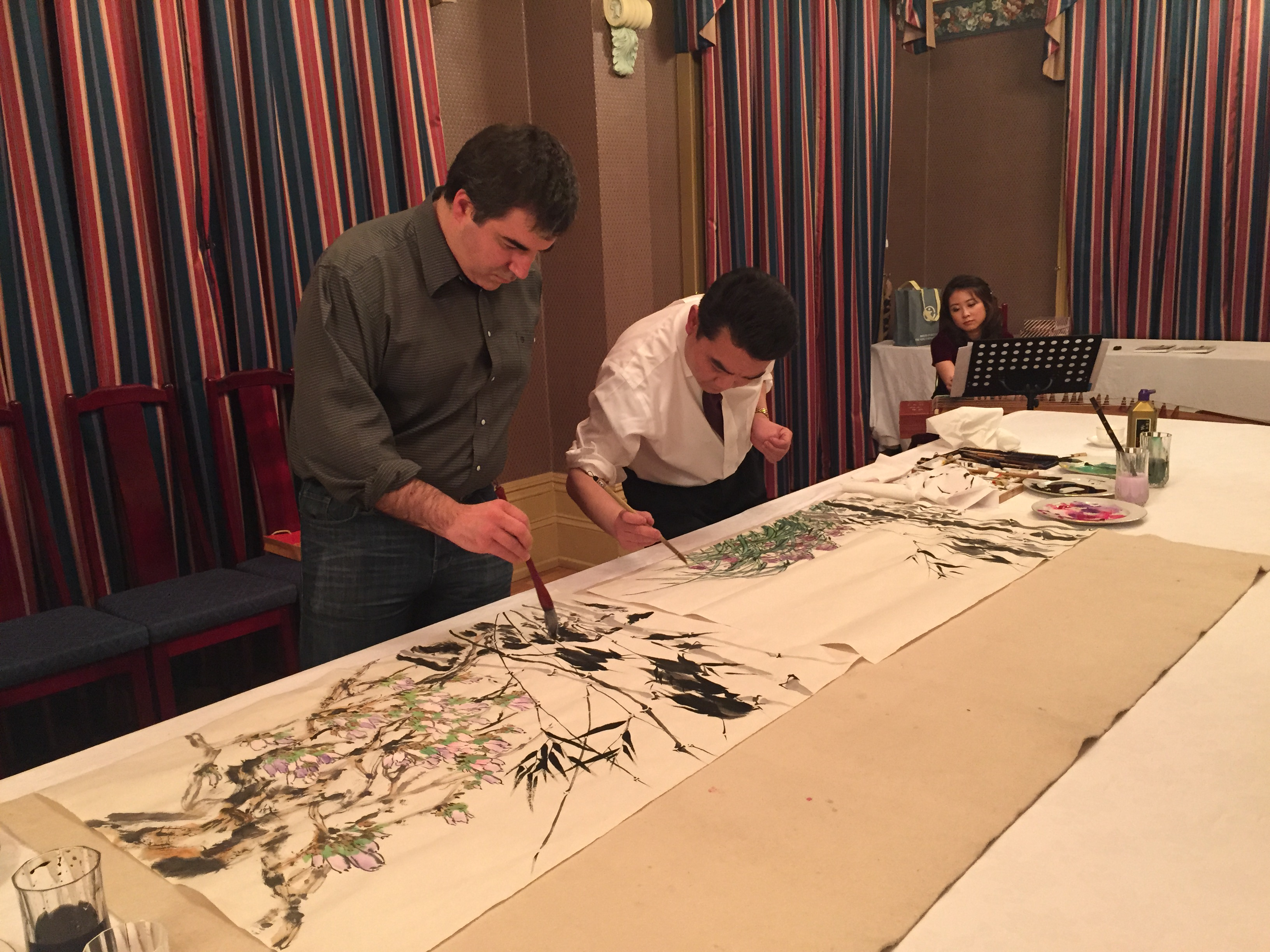
Константин Новосёлов за рисованием на приеме в китайском консульстве в Манчестере.

Константин Новосёлов известен своим увлечением современным искусством. Участвовал в нескольких проектах. Так, в феврале 2015 года Константин Новосёлов совместно с Корнелией Паркер создал представление для открытия Whitworth Art Gallery. Данная демонстрация представляла собой фейерверк, спроектированный Корнелией Паркер, которая добавила в него кусочки метеорита, что сделало его чем-то вроде метеоритного дождя. Вместе с тем Константин Новосёлов извлёк микрочастицы графита из рисунка Уильяма Блейка (1789 года), и этот графит был использован для датчика, который запускал фейерверк.
Увлекается китайской каллиграфией и рисунками в китайском стиле Он учился этим видам искусства у известного китайского художника Zheng Shenglong. Девять рисунков Новосёлова были представлены на выставке «Британия глазами китайского дипломата», проходившей в Университете Лидса. Один из рисунков Новосёлова находится в коллекции генерального секретаря Китая Си Цзиньпина. В 2017 году Константин Новосёлов Участвовал в Vienna Contemporary Art Fair, где 5 его работ были представлены агентством RDI.Creative gallery. Темы работ варьировались от традиционной китайской каллиграфии до современного жанра. В некоторых работах были использованы графеновые чернила.

## Личная жизнь
Супруга Ирина родом из Вологды, кандидат наук (защищала диссертацию в Санкт-Петербурге), микробиолог, познакомились в Нидерландах. В 2009 году родились дочери-двойняшки — Вика и Софья.

## Общественная позиция
В феврале 2022 подписал открытое письмо российских учёных с осуждением вторжения России на Украину.

### Статьи
- Статьи Константина Новосёлова Архивная копия от 16 августа 2013 на Wayback Machine в журнале «Успехи физических наук»
- Статьи Архивная копия от 2 февраля 2012 на Wayback Machine в «Письмах в ЖЭТФ»
- Публикации Архивная копия от 5 апреля 2017 на Wayback Machine в Astrophysics Data System
- Полный список публикаций отдела физики конденсированного состояния Манчестерского университета Архивная копия от 8 октября 2010 на Wayback Machine

### Лекции
- Запись лекции в МФТИ 1 ноября 2010 года Архивная копия от 21 июля 2014 на Wayback Machine
- Лекция нобелевского лауреата Константина Новоселова. Экоград, 20.04.2014 г. Архивная копия от 18 апреля 2016 на Wayback Machine

### Интервью
- Секрет успеха Константина Новосёлова: «Заниматься тем, что интересно, и не слушать никаких советов» Интервью Нашей Газете.ch Архивная копия от 18 сентября 2020 на Wayback Machine